# Araneus seminiger
Araneus seminiger là một loài nhện trong họ Araneidae.
Loài này thuộc chi Araneus. Araneus seminiger được Ludwig Carl Christian Koch miêu tả năm 1878.